# Ibema
Ibema är en kommun i Brasilien.   Den ligger i delstaten Paraná, i den södra delen av landet, 1 200 km sydväst om huvudstaden Brasília. Antalet invånare är 6 066.
Omgivningarna runt Ibema är en mosaik av jordbruksmark och naturlig växtlighet. Runt Ibema är det glesbefolkat, med 9 invånare per kvadratkilometer.